# ハローケイスケ
ハローケイスケ（本名：山崎 圭介（やまざき けいすけ）、1970年9月24日 - ）は、日本のお笑い芸人。
大阪府豊中市出身。吉本興業東京本社（東京吉本）所属。1994年デビューで、同期にロンドンブーツ1号2号、山口智充、ペナルティなどがいる。
当初は本名で活動していた。ハローケイスケの「ハロー」はハローキティからとったものである。

## 芸風
七三分けの髪型とサングラスがトレードマーク。
観客に対して、「該当する者は手を挙げるように」と前置きした上でおもしろおかしいアンケートをとるネタをしている。主なアンケート内容は「悩むとハゲるというが、ハゲが悩みだ」、「バナナにシールが貼ってあると少しテンションが上がる」、「自分の所に白紙のプリントが回ってくることは、何となく予想していた」などの、あるあるネタが知られている。
自虐ネタに「ハローケイスケを知らない」というアンケートを取り、手を上げる観客に「見たくない見たくない!」と叫ぶものがある。2004年から日本テレビ『エンタの神様』に出演して話題になる。同番組では2005年から「ドクターハロー」と名乗っている。地方でのステージの際は、その土地に合ったアンケート内容で地元のファンを盛り上げるという。

## 来歴
2005年度には「爆笑オンエアバトル」に出場し、初挑戦となる5月7日放送回においては485KBという高得点を叩き出しいきなりトップ通過を果たした。この年は全ての回においてアンケートネタで挑み、1度だけ400KB台でのオフエアを記録するも最終的にはチャンピオン大会出場の最低条件である年間4勝を達成したが、KB数が僅かに足らず惜しくも出場は逃した。なお、この年はハローも含めて合計4組のピン芸人（井上マー・佐久間一行・星野卓也）が年間4勝を達成しているが、このうちチャンピオン大会に出場できたのは星野のみであった。2006年度以降は1度も出場していない。
2006～08年に新宿の家賃9万円のアパートでハイキングウォーキングと同居していた。
R-1ぐらんぷりでは2002年、2004年、2005年に準決勝進出。2008年8月30日によしもと浅草花月にデッカチャンとのコンビ「スッテンコロリン」として初出演（ハローケイスケは「スッテン」担当）。このコンビで、2008年、2009年のM-1グランプリにも出場した。
2012年4月からあなたの街に住みますプロジェクトの「北海道2代目"住みます"芸人」として1年間網走市に在住し、網走市観光協会で臨時職員として勤務。その縁で2014年に首都圏で網走の海産物を車で販売する移動式アンテナショップ「網走屋」を開始した。2015年6月12日放送のTBS『有吉ジャポン』で販売する姿が紹介され、日給8000円で店長をしていることが明かされた。
2015年8月10日にルミネtheよしもとで開催された、真の一発屋芸人を決定する「第1回一発屋オールスターズ選抜総選挙2015」で186票を集め、出馬した24組中22位となった。

## 主な活動
テレビ
- 爆笑オンエアバトル（NHK総合）戦績4勝1敗 最高485KB
- エンタの神様（日本テレビ）キャッチコピーは「気ままな調査マン」（ハローケイスケとしての出演時）→「うわさの迷医」（ドクターハローとしての出演時）
- ゼベック・オンライン（TOKYO MX、2005年2月14日）
- キャナガワ（テレビ神奈川）
- アメトーーク!（テレビ朝日『トキワ荘芸人』、2010年3月11日）
- ハロー!モーニング。（テレビ東京）

著書
- 『ハローケイスケのあやしいアンケート』（2005年、宝島社）